# USS Tang (SS-563)
USS Tang (SS-563) – amerykański, następnie turecki, okręt podwodny typu Tang, pierwszego powojennego typu amerykańskich jednostek tej klasy. Zwodowany 19 czerwca 1951 roku w stoczni Portsmouth Naval Shipyard na podstawie projektu SCB2, z nazwą USS „Tang” (SS-563) nadaną na cześć zatopionego podczas drugiej wojny światowej okrętu USS Tang (SS-306) komandora Richarda O’Kane.
Sprzedany Turcji, okręt wszedł do służby w tureckiej marynarce wojennej 8 lutego 1980 roku pod swoją ostatnią nazwą TCG „Pirireis” z numerem taktycznym S-343, w której pełnił służbę do sierpnia 2004 roku. Aktualnie pełni rolę okrętu muzeum w Izmirze.